# Medaglia "Virtute et Exemplo"
La medaglia "Virtute et Exemplo" fu una medaglia di benemerenza dell'Impero austriaco.

## Storia
La medaglia venne istituita nel 1764 dall'imperatore Francesco I di Lorena, marito della celebre Maria Teresa, per premiare personalmente quei soldati ed ufficiali dell'esercito del Sacro Romano Impero che si fossero distinti per atti particolari di coraggio. Tale concessione veniva insignita direttamente dall'imperatore.

## Insegne
La medaglia venne rilasciata nel corso degli anni in diverse versioni. La più antica consisteva in un disco d'oro avente sul diritto, il volto dell'imperatore Francesco I voltato a destra accompagnato dalla scritta FRANCISCVS AVGVSTO I con sotto la firma dell'incisore M. DONNER. Sul retro si trovavano invece le insegne imperiali accompagnate dalla frase DEO ET IMPERIO. La versione di Giuseppe II, invece, presentava sul diritto il volto dell'imperatore Giuseppe II voltato a destra accompagnato dalla scritta JOSEPHO AVGVSTO I con sotto la firma dell'incisore I. N. WIRT. Sul retro si trovavano invece le insegne imperiali accompagnate dalla frase VIRTUTE ET EXEMPLO.
Il nastro della medaglia era rosso.